# Dietrich Erdmann
Dietrich Erdmann (* 20. Juli 1917 in Bonn; † 22. April 2009 in Berlin) war ein deutscher Komponist und Hochschullehrer.

## Leben

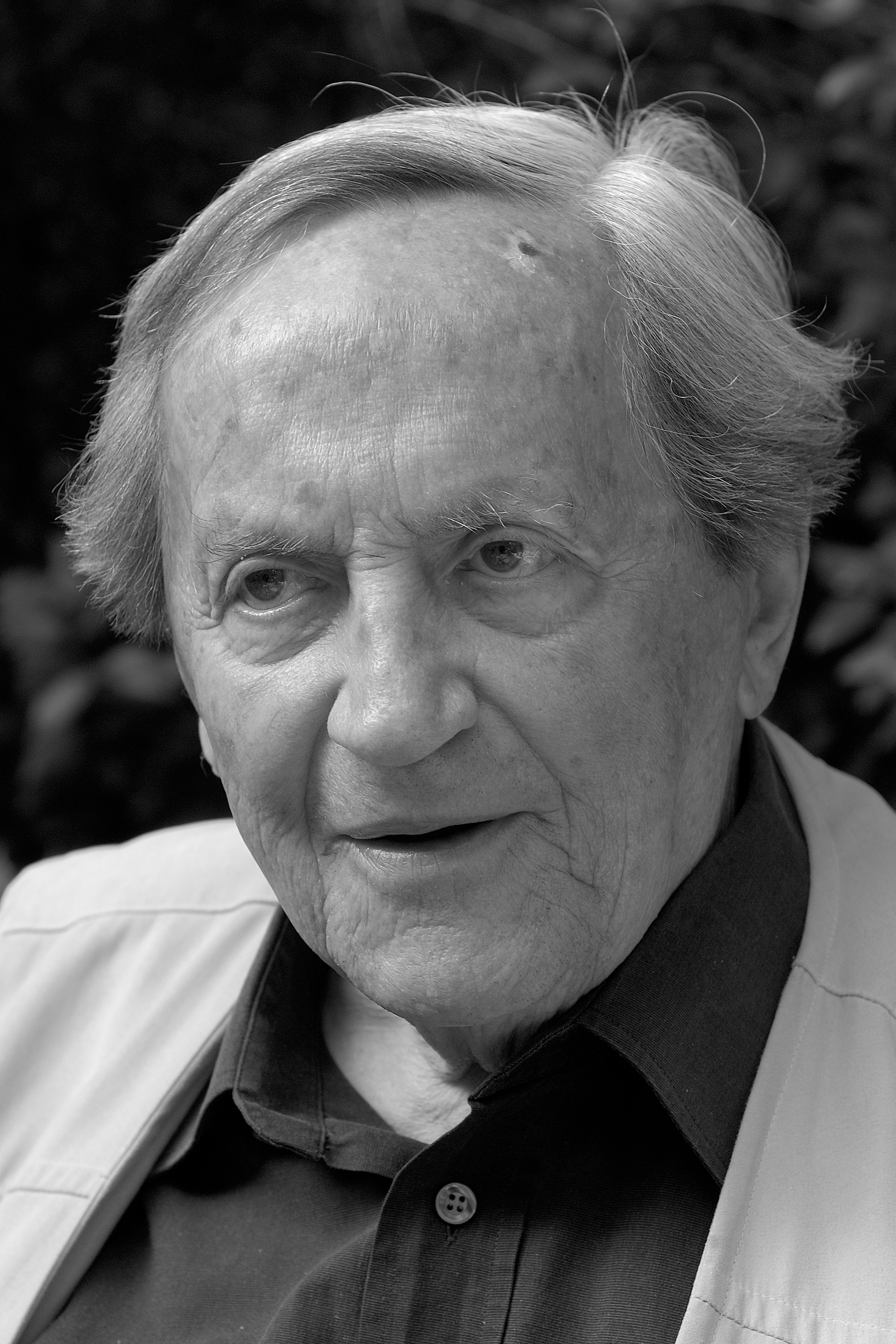
Dietrich Erdmann im Jahr 2003

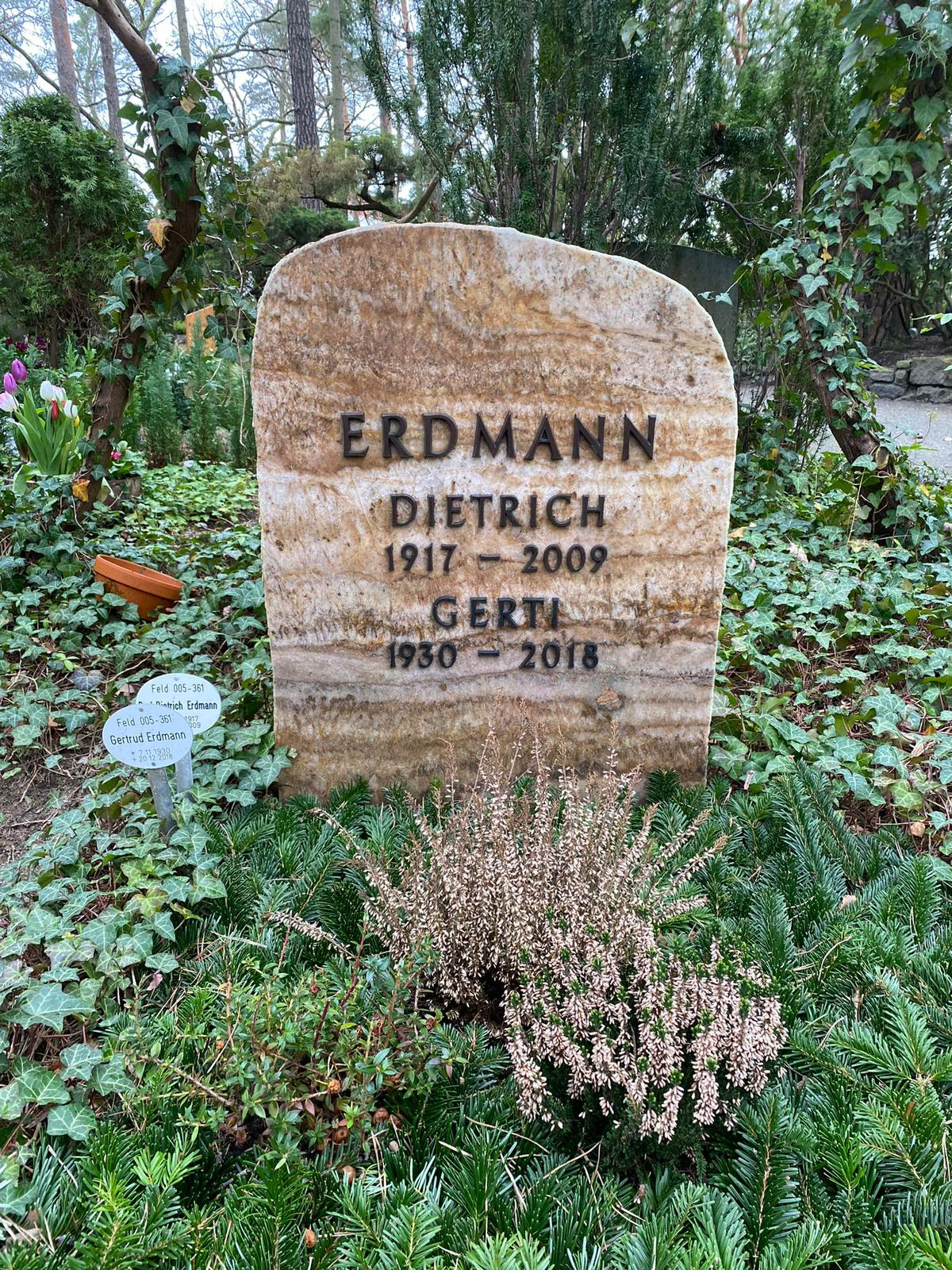
Grabstätte auf dem Waldfriedhof Dahlem

Erdmanns Vater war der Publizist und Gewerkschaftsfunktionär Lothar Erdmann, seine Mutter Elisabeth Erdmann-Macke, die Witwe des Malers August Macke. Dietrich Erdmann lebte seit seinem achten Lebensjahr in Berlin. Ein kulturell sehr interessiertes familiäres Umfeld prägte seine Kindheit.
Ersten Klavierunterricht erhielt er im Alter von neun Jahren. Schon während seiner Schulzeit am Humanistischen Gymnasium Berlin besuchte er Satzlehrekurse bei den Komponisten Paul Hindemith, Ernst Lothar von Knorr und Harald Genzmer.
Im Jahre 1931 begann er seinen Cellounterricht bei Paul Hermann.
Von 1934 bis 1938 studierte Erdmann Chorleitung und Tonsatz bei Kurt Thomas sowie Orchesterleitung bei Walter Gmeindl an der Musikhochschule Berlin.
Er schloss sein Studium mit der künstlerischen Reifeprüfung in Chorleitung und der Privatmusiklehrerprüfung in Komposition ab.
Erdmann war Mitgründer des Arbeitskreises für Neue Musik an der Berliner Hochschule.
Ab 1947 unterrichtete Erdmann an der Pädagogischen Hochschule Berlin, wo er zwei Jahre später die Leitung des Musikseminars übernahm.
Seine Ernennung zum außerordentlichen Professor erfolgte im Jahr 1954. 12 Jahre später wurde er Ordinarius und im Jahr 1970 schließlich Prorektor der Hochschule. Seine Emeritierung erfolgte
im Jahr 1982.
Dietrich Erdmann war von 1940 bis 1946 mit Gisela Cludius, von 1949 bis 1958 mit Bianca Kuron und ab 1959 mit Gertrud Schulz (1930–2018) verheiratet. Das Ehepaar ruht auf dem Waldfriedhof Dahlem.

## Wirken
Erdmanns Werk umfasst unterschiedlichste Besetzungen und fast alle musikalischen Formtypen: 16 Solokonzerte, 12 Werke für Großes Orchester, Klaviermusik, Solo- und Kammermusik für Streicher und Bläser sowie Lieder, Kantaten und Chormusik.
Darüber hinaus hat Erdmann auch zahlreiche Zupfmusik-Werke komponiert.

## Auszeichnungen und Preise
- Bundesverdienstkreuz am Bande (15. Januar 1987)[2][3]
- 1988: Johann-Wenzel-Stamitz-Preis[2]
- 1990: Ehrenmitglied des Bundes deutscher Zupfmusiker (BDZ)
- 1993: Ehrenvorsitzender des Deutschen Tonkünstlerverbandes Berlin
- 1998: Humboldt-Plaketten[2]
- 2002: Kulturpreis Schlesien des Landes Niedersachsen[2]

## Werke (Auswahl)
- 1946: Der Maien für Sopran, Chor, Flöte und Streichquintett
- 1956: Concertino für Klavier und kleines Orchester
- 1965: Sonate für Oboe und Klavier
- 1971: Dialoghi für Violoncello und Klavier
- 1979: Konzert für Mandoline und kleines Orchester
- 1984: Resonanzen für Saxophonquartett
- 1990: Doppelkonzert für Fagott, Kontrafagott und Orchester.

## Diskographie
- Werke für Zupforchester. Mülheimer Zupforchester (Ltg. Detlef Tewes). telos music records, 2002